# شهرداری ریبنیکا
شهرداری ریبنیکا (به لاتین: Municipality of Ribnica) یک منطقهٔ مسکونی در اسلوونی است که در اسلوونی واقع شده‌است. شهرداری ریبنیکا ۱۵۳٫۶ کیلومتر مربع مساحت و ۹٬۲۶۶ نفر جمعیت دارد.

## خواهرخوانده
شهر آرچویا خواهرخواندهٔ شهرداری ریبنیکا هست.